# Tchapinius malaisei
Genre
Espèce
Tchapinius malaisei, unique représentant du genre Tchapinius, est une espèce d'opilions eupnois de la famille des Phalangiidae.

## Distribution
Cette espèce est endémique du kraï du Kamtchatka en Russie.

## Publication originale
- Roewer, 1929 : « Die Opilioniden der schwedischen Kamtchatka-Expedition 1920–1922. » Arkiv för Zoologi, vol. 21, p. 1–3.